# Herbert Smart
Herbert Smart (Smethwick, 24 aprile 1892 – Birmingham, 1951) è stato un calciatore inglese, di ruolo attaccante sinistro.

## Biografia
(Herbert Smart)
Smart fu un calciatore inglese a cavallo tra gli anni dieci e gli anni venti del XX secolo. Allo scoppio della prima guerra mondiale si arruolò nell'esercito britannico nella Royal Field Artillery. Smart fu testimone e partecipe alla tregua di Natale che coinvolse l'esercito britannico e quello tedesco. In una sua lettera pubblicata il 4 gennaio 1915 sul Northamptonshire Daily Echo descrive brevemente i fatti che si svolsero tra i due eserciti avversari il giorno di Natale e che strinse la mano e parlò con un tedesco che lavorava in un hotel di Londra, arrivando a scambiare con lui sigarette e sigari.

### Calciatore
Proveniente dal Bilston United, venne ingaggiato dall'Aston Villa nel gennaio 1914. Nella sua prima stagione con i Villans, nella quale giocò un incontro, ottenne il secondo posto finale, alle spalle dei campioni del Blackburn. Pur rimanendo con i Villans sino al dicembre 1919, Smart giocò solo altri tre incontri, segnando una rete, nel campionato di guerra inglese del 1918-1919. Negli anni della guerra militò anche nel Smethwick Carriage Works e nei Leicester Fosse.
Terminata l'esperienza nei Villans, fu ingaggiato dai Wolverhampton Wanderers.